# 雷利格拉
雷利格拉（Religara）又名伯奇阿里（Pachhiari），是印度贾坎德邦哈扎里巴县的一个城镇。总人口7470（2001年）。

## 人口
该地2001年总人口7470人，其中男性3954人，女性3516人；0—6岁人口1027人，其中男535人，女492人；识字率60.55%，其中男性为68.99%，女性为51.05%。